# Dues cases a la plaça Doctor Gravolosa, 8-10 (Sant Hilari Sacalm)
Les dues cases a la plaça Doctor Gravolosa, 8-10 són una obra modernista de Sant Hilari Sacalm (Selva) inclosa a l'Inventari del Patrimoni Arquitectònic de Catalunya. Són unes cases entre mitgeres, situades a la plaça Doctor Gravolosa, al nucli urbà de Sant Hilari Sacalm.

## Descripció
Els dos edificis, d'iguals característiques si bé amb petites diferències pels diferents usos, consten de planta baixa, dos pisos golfes, i estan coberts per una teulada a doble vessant, desaiguada a les façanes principal i posterior, que a la façana principal és una mansarda. Les encavallades de fusta del ràfec, que està decorat amb elements florals esculpits, són visibles.
A l'edifici de l'esquerra, a la façana, i a la planta baixa, conserva la que devia ser l'estructura original: una porta en arc rebaixat per accedir a l'habitatge, i una finestra geminada en arc rebaixat, separada per una columna clàssica. L'edifici del costat dret, té totes les oberture en arc de llinda, ja que els baixos han estat adequats com a establiment comercial (ja era així quan hi havia la casa de cultura).
Al primer pis, en els dos habitatges, hi ha dues obertures en arc rebaixat, que donen acces a un balcó corregut amb llosana de pedra i barana de ferro forjat. Les llosanes estan decorades amb elements florals esculpits. Cal destacar que la llosana de l'edifici esquerra, a diferència del dret, té unes cartel·les de ferro forjat,en forma de volutes, que simulen sostenir el balcó.
Al segon pis, una porta geminada en arc rebaixat, que dona accés al balcó corregut, amb barana de ferro forjat i llosana de pedra amb elements florals en relleu. El balcó de l'edifici de l'esquerra, i a diferència del dret, torna a tenir falses cartel·les de ferro forjat.
A les golfes, hi ha una obertura en forma d'ull de bou.

## Història
Segons el registre cadastral daten del 1915. L'edifici del número 10 fou durant un temps casa de cultura.